# Telcov
Telcov (německy Teltsch nebo Töltsch) je zaniklá vesnice ve vojenském újezdu Hradiště v okrese Karlovy Vary. Stával v Doupovských horách asi 3,5 kilometru jihovýchodně od Okounova v nadmořské výšce okolo 640 metrů.

## Název
Název vesnice je odvozen z osobního jména ve významu Telcův dvůr. V historických pramenech se objevuje ve tvarech: Telzowa (1540), Delicž (1543), Töltzsch (1653), Teltz (1654), Teltsch (1787) a Töltsch (1846).

## Historie
První písemná zmínka o Telcově je z roku 1394, kdy vesnice spolu s Tunkovem a Horou patřila k okounovskému manství. Roku 1545 byl jejím majitelem Jan z Fictumu, ovšem již brzy poté jej získali páni ze Šumburku, a stala se součástí panství hradu Šumburk. V roce 1604 Markéta Huvarová z Lobenštejna, dědička části panství, Telcov prodala bratrům ze Šteinsdorfu a na Hlubanech, ale ještě téhož roku jej koupil majitel Klášterce nad Ohří Kryštof z Fictumu. Ke kláštereckému panství potom vesnice patřila až do roku 1850.
Na základě údajů v urbáři v Telcově roku 1649 žilo sedm sedláků a dva chalupníci. Stejný počet uvádí berní rula z roku 1654. Na polích se v té době pěstoval především oves a malé množství žita, ale hlavním zdrojem obživy býval chov dobytka a práce v lesích. V roce 1787 uvedl Jaroslav Schaller ve vsi osmnáct domů a Johann Gottfried Sommer v roce 1846 celkem 155 obyvatel ve 23 domech. K vesnici patřila také samota Geigenmühle, což byl mlýn na břehu Bublavy.
Po zrušení patrimoniální správy se Telcov stal osadou obce Martinov, ale od 1. ledna 1908 byl převeden k nově zřízené obci Tunkov. V roce 1883 byla u cesty do Kottershofu postavena jednotřídní škola, o dva roky později rozšířená na dvoutřídní, do které docházely také žáci z Tunkova, Hory a Mělníka. V letech 1887–1888, kdy v okrese Kadaň proběhlo sčítání ovocných stromů, se jich v obci napočítalo na 700, což bylo nejméně v celém okresu.
U vsi došlo ke dvěma leteckým nehodám. První se odehrála 16. března 1894, kdy se u mlýna zřítil balon z Berlína, ale posádce se nic nestalo. Podruhé se během druhé světové války v září roku 1944 zřítil čtyřmotorový bombardér.
Roku 1911 ve vsi stály tři větší zemědělské usedlosti, dva mlýny, hostinec s obchodem a řeznictvím a obchod s obilím a slámou. Řemeslo provozovali švec, kovář a kolář. Pošta však bývala v Tunkově, četnická stanice v Perštejně a farnost v Okounově. Elektřina v Telcově zavedena nebyla. Po druhé světové válce byla vesnice nuceně vysídlena a roku 1947 v ní žilo deset obyvatel.
Telcov zanikl vysídlením v důsledku zřízení vojenského újezdu během první etapy rušení sídel. Úředně byla vesnice zrušena k 15. červnu 1953.

## Přírodní poměry
Telcov stával na rozhraní katastrálních území Doupov u Hradiště a Žďár u Hradiště v okrese Karlovy Vary, asi 3,5 kilometru jihovýchodně od Okounova. Nacházel se v nadmořské výšce okolo 640 metrů ve svahu údolí Bublavy. Oblast leží v severní části Doupovských hor, konkrétně v jejich okrsku Jehličenská hornatina. Půdní pokryv tvoří kambizem eutrofní.
V rámci Quittovy klasifikace podnebí Telcov stál v chladné oblasti CH7, pro kterou jsou typické průměrné teploty −3 až −4 °C v lednu a 15–16 °C v červenci. Roční úhrn srážek dosahuje 850–1000 milimetrů, sníh zde leží 100–120 dní v roce. Mrazových dnů bývá 140–160, zatímco letních dnů jen 10–30. Protější strana údolí už patří k teplejší mírně teplé oblasti MT3.

## Obyvatelstvo
Při sčítání lidu v roce 1921 zde ve 26 domech žilo 153 obyvatel (z toho 69 mužů) německé národnosti a římskokatolického vyznání. Podle sčítání lidu z roku 1930 měla vesnice ve 28 domech 119 obyvatel se stejnou národnostní a náboženskou strukturou. Po odsunu Němců nedošlo k dosídlení obce. Roku 1947 je zde uvedeno deset obyvatel.
|           | 1869 | 1880 | 1890 | 1900 | 1910 | 1921 | 1930 | 1950 |
| --------- | ---- | ---- | ---- | ---- | ---- | ---- | ---- | ---- |
| Obyvatelé | 166  | 151  | 160  | 162  | 155  | 153  | 119  | 15   |
| Domy      | 24   | 24   | 25   | 26   | 26   | 26   | 28   | 21   |

## Pamětihodnosti
- Kaple Panny Marie
- Sousoší Piety

## Osobnosti
V telcovské škole od roku 1937 působil malíř Hermann Dietze, který byl krajinářem. Při jeho pobytu na Kadaňsku se krajina Doupovských hor stala hlavním tématem jeho obrazů.